# Бањски туризам
Бањски туризам обухвата бање, као места која се одликују израженим здравствено-рекреативним функцијама, услед богатства природним елементима (термоминерални извори, племенити гасови, пелоид, климатски елементи, вегетација). 
По Закону о бањама (1992), бања је дефинисана као подручје на коме постоји и користи се један или више природних лековитих фактора и које испуњава услове у погледу уређености и опремљености за њихово коришћење.
У Просторном плану Републике Србије (1996) бање представљају здравствено-рекреативне и туристичке центре са засебном понудом и/или понудом у оквиру туристичких зона, регија и транзитних праваца.

## Функције бања
Бање имају две основне функције - лечилишну и туристичку.

### Лечилишна функција
Лечилишна функција је старија, допринела је стварању дугогодишње традиције бања и у пракси је још увек доминантнија.
Бањско лечење представља резултанту деловања неколико фактора: употреба термоминералне воде за пиће, купање, стављање блатних облога, утицај пријатне бањске микроклиме на организам, утицај посебног режима исхране за време бањске куре (нега, лечење болесника), привремена промена начина живота и промена амбијента. Комбиновање ових фактора са медикаментозним лечењем, физикалном, кинези, хидро, аеро и хелиотерапијом омогућава брзо и успешно исцељење, опоравак и рехабилитацију болесних лица.
Лечилишна функција у бањама Србије је доминирала у периоду до 1965. године, у коме су бање имале статус народних лечилишта, чије капацитете је попуњавала организација социјалног осигурања.

### Туристичка функција
Туристичка функција је млађа и њен интензивнији развој у бањама Србије започео је после 1965. године, када је укинуто бесплатно лечење у бањама и када су уведени тржишни услови привређивања. Непосредно после тога све бање су свој даљи развој оријентисале на два колосека. Оне бање су које су биле потпуније опремљене здравственим капацитетима претвориле су се у специјализоване болнице и укључиле у строго здравствену активност (нпр. Русанда и Сланкамен), док су друге нашле излаз у развоју туристичке функције и анимирању здравих људи за долазак и боравак у бањским амбијентима. У првом реду мисли се на рекреативну функцију, која у највећој мери детерминише укупан промет у бањским местима.

## Историја бањског туризма у Србији
Бањски туризам има дугу и богату традицију. Трагови најстаријег купатила на тлу наше земље пронађени су у Вичкој Бањи (Топлички кисељак). Оно датира из неолитског периода, што значи да је старо преко 4000 година. А. Шчербаков је сматрао да је то "најстарија каптажа минералног врела на свету".
Трагови материјалне културе (базени, водоводи, топловоди, метални новац, каптаже, опеке, мозаици, скулптуре), као и писани извори, јасно потврђују култ Римљана према лековитим водама, које су добро познавали. Крај таквих извора Римљани су градили виле, купатила и пратеће објекте за лечење, одмор и уживање. Материјалних трагова из доба Римљана има у Нишкој, Врњачкој, Гамзиградској, Јошаничкој, Сијаринској, Врањској, Звоначкој, Сокобањи и др.
Својеврстан печат бањама Србије дали су Турци за време вишевековне владавине нашим просторима. Белешке путописаца и остаци материјалне културе, посебно хамами (купатила), основа су за проучавање прошлости неких наших бања.
Од првих деценија 19. века, извори топле и минералне воде Србије привлаче пажњу стручњака и научника, посебно лекара. Првобитна истраживања су била скромна, али за историју развоја бањског лечења и туризма веома значајна. Када је Србија стекла независност од Турака, приступило се испитивању минералних вода. Тада је по налогу кнеза Милоша 1834. године послато у Беч на анализу 7 узорака минералне воде из, у то време, познатих наших бања. У најстарије хемијске анализе бањске воде Србије убраја се она коју је извршио барон Сигмунд Аугуст Волфганг Хердер, рударски стручњак из Рура, 1835. године. У Карановцу је Хердер добио врњачку топлу минералну воду. Констатовао је да је вода млака и кисела, да је ретка у природи и да се може упоредити са водом у Карлсбаду, тј. у Карловим Варима. После ових испитивања, хемијске анализе минералних вода вршене су масовно у Србији, а њихове резултате је скупио Е. Линденмајер, начелних санитета у Србији 50-тих година 19. века. На квантитативној анализи наших вода, па и минералних, радили су наши најпознатији хемичари 19. века - Сима Лозанић и Марко Леко.
После Другог светског рата дошло је до убрзаног развоја бањског рекреативног туризма у складу са социјалном политиком државе, а нарочито од 1960. године када су бање законом добиле статус природних лечилишта.

## Бањски туризам у Србији
По броју појава термоминералних вода и њиховој разноврсности Србија је сразмерно својој површини најбогатија на Балкану и у Европи, а по неким анализама вероватно и у свету. Зато је популарно називају "земљом бања".
На територији наше земље има преко 300 појава, од којих је делимично до боље изучено око 230 појава термоминералне воде. Ово богатство се објашњава чињеницом да се Србија налази у тектонско лабилној и динамичној зони европског медитерана, који заједно са млађим азијским планинама чини Средоземну зону млађих веначних планина. Ову зону карактерише разноврстан литолошки састав, изражена радијална тектоника и епирогено свођење, разламање, флексурно извијање и кидање. Последица таквих процеса су бројни раседи који су најчешћи узрок термалитета. Број термоминералних извора се перманентно повећава.
С обзиром да су бање најчешће лоциране у мањим бочним проширењима речних долина и подножјима планина и брдовитих предела, њихова надморска висина углавном не прелази 500 m. На већим висинама налазе се Луковска Бања (681 m), Пролом и Звоначка Бања (630 m), Рајчиновића Бања (570 m), Туларска Бања (555 m) и Јошаничка Бања (550 m). На најмањој надморској висини је бања Русанда (81 m).
У погледу температуре воде, највећи број бања у Србији припада групи хипотерми, мада двадесетак бања располаже термоминералним изворима који се сврставају у хомеотерме, па чак и хипертерме. Врањска Бања има најтоплију воду (96 °C). Истичу се и Јошаничка (78 °C) и Сијаринска Бања (75 °C).
Што се тиче минералног састава, највећи број познатих бања у Србији припада сумпоровитим и алкалним водама.
Године 1868. оснива се у Врњачкој Бањи "Основатељно фундаторско друштво лековите киселе воде". То се узима за почетак развоја туризма у Србији. Први подаци о бањском туристичком промету у нашој земљи забележени су 1869. године за ову бању.

### Бањске зоне у Србији
1. Шумадијска - Селтерс, Буковичка Бања, Паланачки кисељак
2. Западноморавска - Врњачка, Матарушка, Овчар Бања, Горња Трепча, Богутовачка Бања Архивирано на веб-сајту  (7. јун 2015), Сирчанска Бања Архивирано на веб-сајту  (8. септембар 2020), Лопатничка Бања и Витановачка Бања
3. Копаоничко-јастребачка - Јошаничка, Луковска, Рибарска, Пролом, Куршумлијска Бања и Лопатнички кисељак
4. Новопазарско-прибојска - Новопазарска, Прибојска и Височка Бања
5. Јужноморавска - Нишка, Врањска, Сијаринска, Туларска и Бујановачка бања
6. Карпато-балканска или источносрбијанска - Звоначка, Јошаничка, Сокобања, Гамзиградска и Брестовачка Бања
7. Колубарско-подрињска или западносрбијанска - Ковиљача, Бадања, Радаљ, Радовашница и Обреновачко купатило
8. Војвођанска - има три предеоне целине, у којима се истичу: Сланкамен и Врдник (Срем), Јунаковић, Кањижа, Пригревица и Новосадско јодно купатило (Бачка) и Русанда и Торда (Банат)
9. Косовско-метохијска - Клокот, Пећка Бања

## Здравствене индикације
На основу термичких, физичких, хемијских и минеролошких својстава бањских вода и лековитог блата, које се употребљава за справљање облога, дефинисане су индикације и контраиндикације. Савремена медицинска дисциплина балнеологија, одређује их за сваку бању посебно.
Вода бањских извора најчешће се користи пијењем, купањем, орошавањем, инхалирањем, облогама и испирањем за основно или допунско лечење следећих болести, поремећаја и повреда:
реуматизам различитих врста, лумбаго, бронхитис, болести органа за дисање, алергија, стање после операција, периферни крвоток, повишени крвни притисак, кардиоваскуларне болести, псоријаза, екцеми, акне, психонеурозе, неурастеније, склероза, дијабетес, болести органа за варење, болести бубрега и мокраћних канала, обољења јетре, жучи и панкреаса, пародонтопатија, гинеколошки поремећаји, вибрациона болест, анемија, токсикоза, астенија, неуралгија, прелом костију и др.
Лечење природним лековитим факторима (вода, пелоид, клима), уз медикаментозу (лечење лековима) у балнеолошким центрима, обавља се примењивањем бројних терапијских метода, какве су: физикална, хидро, климатска, кинези, механографска, електро, таласна, масажа, хелио, термичка, радна, пелоид, парафин, микромасажа, Хуферове купке, галвано терапија и друге.

## Врсте бањског туризма
У бањама се може развијати више врста туризма:
1. Здравствени (лечилишни) туризам - има доминантну позицију и најдужу традицију.
2. Рекреативни туризам - условљен је термоминералном водом која се осим лечења може користити и за рекреацију у посебно изграђеним базенима, као и специфичном физиономијом бањских комплекса и одговарајућом изграђеношћу смештајних капацитета (Врујци, Врдник).
3. Манифестациони туризам - афирмисан је кроз организовање многобројних културно-забавних манифестација (у Сокобањи: "Златне руке" - такмичење у припремању еколошке хране, "Св. Јован-биљобер" - сакупљање лековитог биља и шумских плодова, "Сајам лековитог биља", "Салон карикатуре о екологији", "Прва хармоника Србије"; у Аранђеловцу - "Мермер и звуци").
4. Конгресни туризам - може се организовати ван главне бањске туристичке сезоне која је везана углавном за летње месеце, тако да је од значаја за рационално коришћење објеката током целе године (Врњачка Бања, Буковичка Бања, Сокобања).
5. Излетнички туризам - условљен је добрим положајем бања према већим градским насељима (дисперзивним центрима) и прометнијим саобраћајницама.
6. Транзитни туризам - условљен је добрим положајем бања према прометнијим саобраћајницама (Врањска, Нишка, Овчар, Богутовачка Бања).
7. Дечји и омладински туризам
8. Туризам лица трећег доба

## Најзначајнији бањски центри Европе
- Словенија - Римске Топлице, Рогашка Слатина, Раденска Слатина, Харина Злака, Шмарјешке, Долењске, Атомске, Моравске, Чатешке Топлице
- Хрватска - Стубичке Топлице, Топуско, Вараждинске Топлице, Липик, Даруварске Топлице, Крапинске, Сутинске, Тухељске Топлице
- Босна и Херцеговина - Слатина, Дубница, Тешањски Кисељак, Слана Бања, Црни и Мали Губер, Лакташи, Фојничка, Вишеградска Бања, Олово, Кулаши, Српске Топлице, Гата, Врућица, Илиџа
- Северна Македонија - Банско, Штипска, Кочанска, Косовратска, Катлановска, Негоричка, Дебарска
- Мађарска - Харкањ, Хајдусобосло, Хевиц
- Румунија - Херкулана
- Чешка - Карлове Вари
- Француска - Виши, Дакс, Биариц, Сален ле Бен, Акс, Лишон, Верн, Екс ле Бен, Брид ле Бен, Иријаж, Алевар и Сен Жерве
- Италија - Салсомађоре, Сан Анђело, Казамикиола, Лако Амено, Монтекатини, Кијанчино, Бањи ди Лука, Терме Кашиана, Терме ди Тиволи, Викарело